# Via del Mercato
Der sogenannte Marktweg (italienisch Via del Mercato) verbindet Locarno mit Domodossola und durchzieht dabei das Centovalli und das Vigezzotal. Die Strecke folgt den Wegen und Saumpfaden, die einst von italienischen und Schweizer Händlern zum Transport ihrer Waren zu Fuß oder auf Maultieren benutzt wurden. Zu Beginn des 20. Jahrhunderts wurde die Centovallibahn, die heute zu einer Touristenattraktion geworden ist, in der anfänglichen Absicht eröffnet, diesen Handel zu fördern.
Heute entdecken die Wanderer, die den 62 km langen Weg zurücklegen, die Orte und Schönheiten der Hochebene von Vigezzo, wobei die Strecke in vier Etappen unterteilt werden kann, oder man benutzt die Eisenbahnverbindung, die sich nur wenig entfernt vom Fußweg befindet.
Diese Route ist Teil der Wanderroute Coeur – Im Herzen der Wege Europas.

## Die Geschichte
Die Marktweg war vom Mittelalter bis ins 19. Jahrhundert die Straße der Händler, Holzfäller, Viehhüter und Emigranten, die aus Gründen des Handels und der Arbeitssuche vom Kanton Tessin in das Ossolatal kamen. Diese Verbindung wurde seit dem Altertum wegen der leichten Überquerung der Berge benutzt, denn hier verläuft die Periadriatische Naht, eine tektonische Verwerfung, die das Vigezzotal, Locarno, Bellinzona und das Veltlin berührt. Diese in Ost-West-Richtung verlaufende Öffnung durch die Alpentäler hat eine starke Entwicklung der Verbindungswege wie den über den San-Jorio-Pass begünstigt.
Die große Bedeutung, die dieses Grenzgebiet jahrhundertelang hatte, ist in letzter Zeit zurückgegangen, aber es bleiben zahlreiche Zeugnisse der Rolle, die dieser Knotenpunkt der Völker, Künste und Kulturen in der Vergangenheit gespielt hat. Im Vigezzotal sind nach wie vor die Werke berühmter Künstler zu sehen, und im letzten Jahrhundert gab es im Tal sieben Malerei-Schulen. Zu erinnern ist auch an die Tradition der Kaminkehrer.
Die alte Straße wird heute zum Großteil von der aktuellen Staatsstraße überlagert, aber der einstige Weg lässt sich anhand der Pfade wiederfinden, die die Dörfer verbinden und in der Nähe der Schweizer Grenze den alten Schmuggelpfaden folgen.

## Interessante Orte
An der Via del Mercato gibt es zahlreiche Orte von historischem und anthropologischem Interesse.

### Die Wallfahrtskirche Madonna del Sangue von Re
Die Wallfahrtskirche Madonna del Sangue von Re entstand im neobyzantinischen Stil infolge eines Wunders von 1494, wurde bald zum religiösen Zentrum dieses Gebiets und ist nach wie vor ein konstanter Bezugspunkt des Volksglaubens und der Volksfrömmigkeit.

### Die Abschiedskapelle von Gagnone
Die „Abschiedskapelle“ befindet sich an der Staatsstraße kurz vor Gagnone. Vor der Kapelle grüßten die Familien die sich auf den Weg machenden Auswanderer, die bis zur Grenze des Tals begleitet wurden.

### Sant’Abbondio in Masera
Die Kirche S. Abbondio in Masera liegt auf der rechten Seite des Wildbachs Melezzo im Vigezzotal und bildete den eigentlichen Beginn der alten Straße von Vigezzo. Die Kirche war jahrhundertelang aufgegeben, wurde aber kürzlich gereinigt und restauriert, so dass die romanische Struktur wieder in ihrer ganzen Schönheit bewundert werden kann.

### Santa Maria Maggiore
Santa Maria Maggiore ist das Herzstück des Vigezzotals, ihr touristischer und administrativer Hauptort. Es liegt in 800 m Höhe im Zentrum der Hochebene von Vigezzo und bewahrt die herrschaftlichen Züge einer alten Hauptstadt. Die der Himmelfahrt Mariä geweihte Pfarrkirche wurde ursprünglich vor dem Jahr 1000 errichtet, dann im 18. Jahrhundert einschiffig wieder aufgebaut. In ihr sind Fresken des lokalen Malers Giuseppe Maria Borgnis zu sehen, darunter eine Krönung der Jungfrau. Kostbar gefertigte Malereien und Fresken von künstlerischer Relevanz sind auch in den Oratorien S. Giovanni und S. Rocco in Crana zu sehen.

### Die Schule für bildende Künste „Rossetti Valentini“
Die künstlerische Tradition, die dem Vigezzotal zur Bezeichnung als „Tal der Maler“ verholfen hat, wird heute dank der Schule für bildende Künste „Rossetti Valentini“ fortgeführt, die Ende des 18. Jahrhunderts gegründet wurde. In der angeschlossenen Pinakothek sind Werke der Maler aus dem Vigezzo-Tal versammelt.

### Das Museum des Kaminkehrers
Das Museum des Kaminkehrers in Santa Maria Maggiore zeigt Bilder, Gegenstände und Ausrüstungen eines heute aufgegebenen Handwerks, das jedoch eine grundlegende Rolle in der Wirtschaft und bei den Wanderbewegungen des Vigezzotals gespielt hat.

### Der „Platz der Wunder“ des Vigezzotals
Beim Dorf Craveggia befindet sich das, was man als „Platz der Wunder“ des Vigezzo-Tals bezeichnet hat, denn um den Hauptplatz versammeln sich die Pfarrkirche Santi Giacomo e Cristoforo und das Baptisterium. Innerhalb der Kirche ist der Schatz des Königs von Frankreich aufbewahrt, der aus wertvollen Paramenten aus alten Seidenstoffen, Ziborien, Kreuzen und Ostensorien besteht.

### Die Orte der Centovalli
Nachdem man die Schweiz und das Tal Centovalli erreicht hat, trifft man auf die Orte Borgnone, Lionza, Verdasio, Pila und Intragna, die untereinander durch Straßen und alte Saumpfade verbunden sind. In Intragna steht der höchste Glockenturm des Tessins (65 m) und hat das Museo etnografico regionale delle Centovalli e del Pedemonte (Regionales Völkerkundemuseum der Centovalli und von Pedemonte), das die Zeugnisse des Lebens in diesem Gebiet in den vergangenen Jahrzehnten und Jahrhunderten sammelt, seinen Sitz.